# Кавказ (Луна)

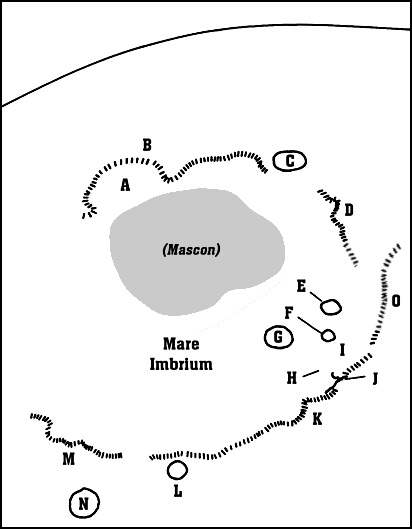
Горный хребет Кавказ на схеме отмечен буквой «O».

Кавказ — горный хребет в северо-восточной части видимой с Земли стороны Луны. Протяжённость хребта, по разным источникам, от 445 до 550 километров. Наивысшая точка находится на высоте около 6000 метров. Кавказ и хребет Апеннины замыкают кольцо вокруг Моря Дождей с востока, отделяя его от Моря Ясности и от Моря Паров в юго-восточном направлении. На севере от гор находится кратер Аристотель, кратер Евдокс расположен в самих горах. Горы расположены в районе, ограниченном селенографическими координатами 30,53° — 44,26° с.ш., 6,06° — 14,27° в.д.
Своё название хребет получил в середине XVII века, после предложения польского астронома Яна Гевелия называть горы на Луне такими же именами, как и на Земле. Немецкий астроном Иоганн Медлер, предложил назвать хребет в честь Кавказских гор.
Вопрос о происхождении лунных гор, в том числе и хребта Кавказ, вызывает споры. Существуют метеоритная и вулканическая гипотезы, по-разному объясняющие появление гор на Луне.